# David Anderson (Politiker, 1954)
David Moore Anderson (* 6. Februar 1954) ist ein ehemaliger britischer Politiker auf der Isle of Man, der unter anderem von 2001 bis 2018 Mitglied des Parlaments (Tynwald) und mehrmals Minister war.

## Leben
David Moore Anderson ist ein Sohn des Politikers Robert John Gurney „Ian“ Anderson (1925–2005), der unter anderem ebenfalls von 1966 bis 1993 Mitglied des Tynwald war und zwischen 1988 und 1990 als Präsident des Legislative Council fungierte. Er selbst war nach dem Besuch der High School for Boys in Douglas und des Cumberland and Westmorland College of Agriculture in Penrith kurzzeitig von 1977 bis 1978 Mitarbeiter des britischen Ministeriums für Landwirtschaft, Fischerei und Ernährung (Ministry of Agriculture, Fisheries and Food) sowie daraufhin als Milch- und Mischbauer tätig. Er nahm als Leichtathlet an den Commonwealth Games 1978 in Edmonton teil. Er begann seine politische Laufbahn in der Kommunalpolitik und war zwischen 1992 und 2001 Mitglied des Rates der Parish Patrick. Darüber hinaus fungierte er von 1999 bis 2001 als Vizepräsident des Bauernverbandes Manx Farmers Union.
Bei den Parlamentswahlen am 21. November 1991 wurde er als Parteiloser im Wahlkreis Glenfaba mit 697 Stimmen (54,62 Prozent) erstmals zum Mitglied des House of Keys (MHK), des Unterhauses des Parlaments (Tynwald) gewählt und gehörte dem House of Keys bis 20215 an. Bei der Wahl am 23. November 2006 wurde er mit 760 Stimmen (58,37 Prozent) und bei der darauf folgenden Wahl am 29. September 2011 mit 649 Stimmen (46,3 Prozent) abermals zum Mitglied des House of Keys gewählt. Während seiner langjährigen Parlamentszugehörigkeit war er Mitglied zahlreicher Ausschüsse des Tynwald und des House of Keys sowie des Ministerrates (Council of Ministers’ Committees).
Am 14. Dezember 2004 wurde Anderson im zweiten Kabinett von Chief Minister Donald James Gelling zum Bildungsminister (Minister for Education) berufen und bekleidete dieses Amt bis zum Ende von Gellings Amtszeit am 14. Dezember 2006. Im März 2006 wurde er von Demonstranten zum vorzeitigen Rücktritt aufgefordert, nachdem er ein Gesetz unterstützt hatte, das die Befürwortung von Homosexualität in Schulen verboten hätte. Anschließend übernahm er am 14. Dezember 2006 im Kabinett von Chief Minister James Anthony „Tony“ Brown den Posten als Verkehrsminister (Minister for Transport) und hatte dieses bis zu einer Kabinettsumbildung bis zum 1. April 2010 inne, woraufhin Phil Gawne seine Nachfolger als Infrastrukturminister (Minister for Infrastructure) antrat. Er selbst übernahm im Zuge dieser Regierungsumbildung am 1. April 2010 von Eddie Teare das Amt als Gesundheitsminister, das er ab dem 14. Oktober 2011 bis zu seiner Ablösung durch Howard Quayle am 3. März 2014 auch im Kabinett von Chief Minister Allan Robert Bell bekleidete. Zugleich war er zwischen 2012 und 2016 Vorsitzender des Kirchenausschusses (Ecclesiastical Committee) des Tynwald und zudem 2015 Vorsitzender des Sonderausschusses des Gemeinsamen Verhandlungsausschusses der Kommission für öffentliche Dienste.
Nachdem er sein Mandat im House of Keys niedergelegt hatte, wurde David Anderson im Juni 2015 für eine fünfjährige Wahlperiode zum Mitglied des Gesetzgebenden Rates MLC (Legislative Council), des Oberhauses des Tynwald, gewählt. Er war von 2015 bis 2018 Mitglied des Vergütungsausschusses (Emoluments Committee) sowie zwischen 2016 und 2018 auch Mitglied des Kirchenausschusses des Tynwald. Am 29. Januar 2018 erklärte er seinen Rücktritt aus dem politischen Leben.
Aus seiner Ehe mit Jane Anderson gingen eine Tochter und ein Sohn hervor.